# Anthemis peduncularis
Anthemis peduncularis là một loài thực vật có hoa trong họ Cúc. Loài này được Benth. & Hook.f. ex B.D.Jacks. mô tả khoa học đầu tiên năm 1893.